# Femina Politica
Die Femina Politica ist eine Zeitschrift für feministische Politikwissenschaft. Die Publikation erscheint in einer Printversion und in einer elektronischen Ausgabe. Die Zeitschrift hat ein Peer-Review-Verfahren.

## Inhalte
Der Anspruch der Zeitschrift ist es, feministischem Denken eine Sprache zu geben. Sie ist die einzige deutschsprachige Fachzeitschrift für feministische Politik und Politikwissenschaft.
Seit 1997 analysiert und kommentiert die Femina Politica politikwissenschaftliche und aktuelle tagespolitische Themen aus feministischer Perspektive, berichtet über Forschungsergebnisse und Hochschulpolitik, Projekte und Neuerscheinungen.

## Ziele
Politiktheoretische Ansätze zu ergänzen und zu reformulieren, zählt zu den Aufgaben der feministischen Politikwissenschaft, denn der Ausschluss von Frauen und die Dethematisierung und Marginalisierung der Kategorie Geschlecht gelten nach wie vor als konstitutiv für die politische Theorie und Praxis des Mainstream.
Das Verhältnis von feministischer Theorie und Praxis stellt eine besondere Herausforderung dar. Insbesondere von Aktivistinnen wird der Anspruch einer engen Bindung formuliert. Daher versteht sich Femina Politica auch als Informations- und Kommunikationsorgan politisch und politikwissenschaftlich engagierter Frauen und es gehört auch zum Selbstverständnis der Femina Politica, ein ausgewogenes Verhältnis zwischen theoretischen und praktischen Themen zu garantieren.

## Geschichte
1991 gründete eine Gruppe Berliner Politologinnen den Arbeitskreis (seit 2019 Sektion) „Politik und Geschlecht“ in der Deutschen Vereinigung für Politikwissenschaft (DVPW) und das Netzwerk politikwissenschaftlich und politisch arbeitender Frauen.
Die Berliner Regionalgruppe des Netzwerks gab seit 1992 zunächst einen zweimal jährlich erscheinenden Politologinnen-Rundbrief heraus, der Frauen innerhalb und außerhalb der Hochschulen ansprach und über die wissenschaftliche Disziplin hinaus einen Informationsaustausch und die Diskussion zu feministisch-politologischen Themen ermöglichte.
Mit der Umbenennung des Rundbriefes in „Femina Politica – Zeitschrift für feministische Politikwissenschaft“ und der Umgestaltung des Layouts in ein Zeitschriftenformat mit ISSN wurde 1997 ein wichtiger Professionalisierungsschritt getan. Die Femina Politica ist die erste feministisch-politikwissenschaftliche Fachzeitschrift im deutschsprachigen Raum. Seit dem Jahr 2005 erscheint die Femina Politica im Verlag Barbara Budrich. Seit 2012 wird die Zeitschrift von einem Beirat unterstützt, dem 13 Wissenschaftlerinnen – darunter Nikita Dhawan, Birgit Sauer, Andrea Maihofer – aus Deutschland, Österreich, der Schweiz sowie den USA angehören.

## Redaktion
Die Redaktion der Femina Politica befindet sich in Berlin.

## Auszeichnungen
- 1999: Margherita-von-Brentano-Preis[6]